# Kunisaki
Kunisaki (国東市, Kunisaki-shi) is een stad in de prefectuur Oita, Japan.
De stad heeft 43.206 inwoners (2006) en een bevolkingsdichtheid van 136 inwoners per km². Het beslaat een gebied van 317,80 km².
De stad is op 31 maart 2006 gesticht, door een samenvoeging van de gemeenten Kunisaki, Aki, Kunimi en Musashi (allen uit het district Higashikunisaki).
De luchthaven van Oita ligt in Kunisaki.